# Янси, Эстель
Эстель «Мама» Янси (англ. Estelle «Mama» Yancey, урождённая Эстелла Харрис англ. Estellа Harris ; 1 января 1896, Кейро, Иллинойс, США — 29 апреля 1986, Чикаго, Иллинойс, США) — американская блюзовая певица. Была четырежды номинирована на Blues Music Awards в номинации «Женщина-исполнительница традиционного блюза» (1980, 1982, 1983, 1984) . 

## Биография
Эстелла Харрис родилась в Кейро, штат Иллинойс, но выросла в Чикаго, где с детства пела в церковном хоре и училась играть на гитаре. В 1925 году (по другим данным в 1917 ) вышла замуж за Джимми Янси, который в ту пору танцевал и пел в водевилях,  гастролируя в США и Европе. Эстелла Янси поначалу пела вместе с мужем на домашних вечеринках, а с конца 1930-х стала принимать участие в выступлениях вместе с ним. Джимми Янси к тому времени получил признание как буги-вуги и блюзовый пианист, в 1943 году Эстелла Янси записала несколько песен, а в 1948 году выступила с мужем в Карнеги-холл. В 1951 году, незадолго до смерти Джимми Янси, они записали дебютный альбом Pure Blues. 
После смерти мужа Эстелла Янси продолжила карьеру певицы, выступая и записывая пластинки, часто в сотрудничестве с пианистом Эрвином Хелфером. Певица выступала и записывалась до преклонных лет, последняя её прижизненная пластинка вышла в 1983 году. 
Эстелла Янси умерла 19 апреля 1986 года. 
«Эстель „Мама“ Янси была талантливой вокалисткой, известной своим теплым чувством юмора и отличным владением сценой» 

## Избранная дискография
- «How Long Blues», «Pallet on the Floor», «Make Me a Pallet on the Floor» (1943, Session)
- Ma and Jimmy Yancey Special: Pure Blues (1951, Atlantic)
- Windin (1952, Ball Recordings)
- Chicago—The Living Legends: South Side Blues (1961, Riverside)
- Mama Yancey Sings, Art Hodes Plays Blues (1965, Verve)
- Maybe I'll Cry (1983, Red Beans)
- The Blues of Mama Yancey: Axel Zwingenberger and the Friends of Boogie Woogie, vol. 4 (1988, Vagabond Records)